# Hélène Rollès

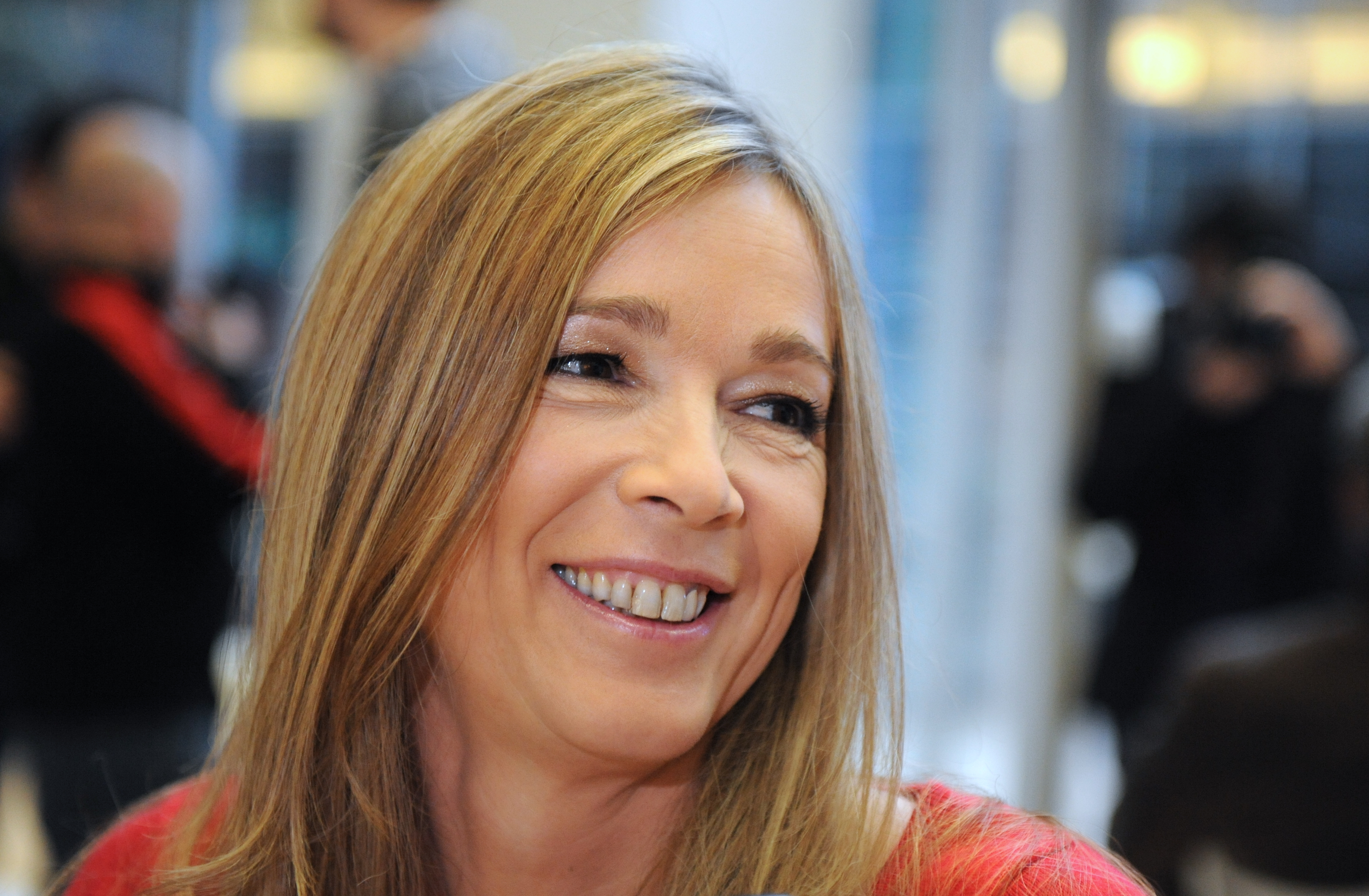
Hélène Rollès, 2010

Hélène Rollès (* 20. Dezember 1966 in Le Mans) ist eine französische Schauspielerin und Sängerin.

## Karriere
Hélène Rollès wurde insbesondere durch die TV-Serie Hélène et les garçons (1992) als Hélène Girard bekannt. Ihre erste Rolle hatte sie als Zwölfjährige in dem Film Le mouton noir. Ende der 1980er Jahre begann Hélène Rollès ihre Karriere als Sängerin. Ihr bekanntester Titel ist Peut-être qu'en septembre, das sich 1992 wochenlang in den Top Ten der französischen Charts hielt und sie auch in zahlreichen anderen Ländern bekanntmachte.

## Filmografie (Auswahl)
- 1979: Le Mouton noir
- 1991: Premiers baisers (TV)
- 1992: Hélène et les garçons (TV)
- 1994: Le Miracle de l’amour (TV)
- 2000: Exit
- 2000: Les Vacances de l’amour (TV)

## Diskographie

### Alben
| Jahr | Titel            | Höchstplatzierung, Gesamtwochen, AuszeichnungChartplatzierungen (Jahr, Titel, Platzierungen, Wochen, Auszeichnungen, Anmerkungen) | Höchstplatzierung, Gesamtwochen, AuszeichnungChartplatzierungen (Jahr, Titel, Platzierungen, Wochen, Auszeichnungen, Anmerkungen) | Anmerkungen                            |
| Jahr | Titel            | FR | BEW | Anmerkungen                            |
| ---- | ---------------- | --- | --- | -------------------------------------- |
| 2012 | Hélène [2012]    | FR127 (1 Wo.)FR | — |                                        |
| 2016 | Hélène [2016]    | FR5 (30 Wo.)FR | BEW109 (5 Wo.)BEW | Erstveröffentlichung: 24. Juni 2016    |
| 2016 | L’essentiel      | FR69 (5 Wo.)FR | BEW196 (1 Wo.)BEW |                                        |
| 2017 | À l’Olympia 2016 | FR80 (3 Wo.)FR | — | Livealbum                              |
| 2021 | Hélène [2021]    | FR18 (7 Wo.)FR | BEW20 (4 Wo.)BEW | Erstveröffentlichung: 20. August 2021  |
| 2024 | Hélène [2024]    | FR45 (… Wo.)FR | BEW149 (… Wo.)BEW | Erstveröffentlichung: 11. Oktober 2024 |

Weitere Alben
- Hélène (1989)
- Hélène (1992)
- Hélène (1993)
- Hélène (1994)
- Toi … émois (1995)
- Hélène (1997)

### Singles
| Jahr | Titel Album                             | Höchstplatzierung, Gesamtwochen, AuszeichnungChartsChartplatzierungen (Jahr, Titel, Album, Platzierungen, Wochen, Auszeichnungen, Anmerkungen) | Anmerkungen   |
| Jahr | Titel Album                             | FR | Anmerkungen   |
| ---- | --------------------------------------- | --- | ------------- |
| 1992 | Pour l’amour d’un garçon Hélène [1992]  | FR4 (23 Wo.)FR |               |
| 1993 | Peut-être qu’en septembre Hélène [1992] | FR11 (23 Wo.)FR |               |
| 1993 | Je m’appelle Hélène                     | FR5 (16 Wo.)FR | Schweiz: Gold |

Weitere Lieder
- Dans ses grands yeux verts (1989)
- Ce train qui s’en va (1989)
- Sarah (1989)
- Jimmy Jimmy (1989)
- Dans les yeux d'une fille (1993)
- Amour secret (1993)
- Le Miracle de l’amour (1994)
- Moi aussi je vous aime (1994)
- Imagine (1994)
- Je t’aime (1995)
- Toi (1995)
- À force de solitude (1997)
- Que du vent (2003)